# 光明山古墳
光明山古墳（日语：／ Kōmyōsankofun）是位於日本靜岡縣濱松市天龍區山東的一座前方後圓墳，屬於光明山古墳群，日本國史跡。

## 概要
古墳位處於靜岡縣西部、天龍川平野深處的舌狀丘陵的先端部分，其南面是直徑33米，建有造出的圓墳光明山2號墳（已不存在），兩墳統稱為光明山古墳群。古墳名稱「光明山」來自古墳以北的光明寺，而光明寺則是在1931年由於火災才遷至現址。1939年，古墳首次被人發現。2015年，對古墳東面的中間細部進行了考古調查，2017年時則由濱松市文化財課進行了考古調查。
古墳是前方後圓墳，前方部分朝南。墳丘有兩層，長達82米，為濱松市內規模最大。墳丘表面有葺石和埴輪。主體部分尚未進行調查，因此墓室形態不明。由此推測，古墳推斷建於古墳時代中期（約5世紀中葉），為靜岡縣內同時期古墳中規模最大。
1955年，古墳獲指定為靜岡縣指定史跡。

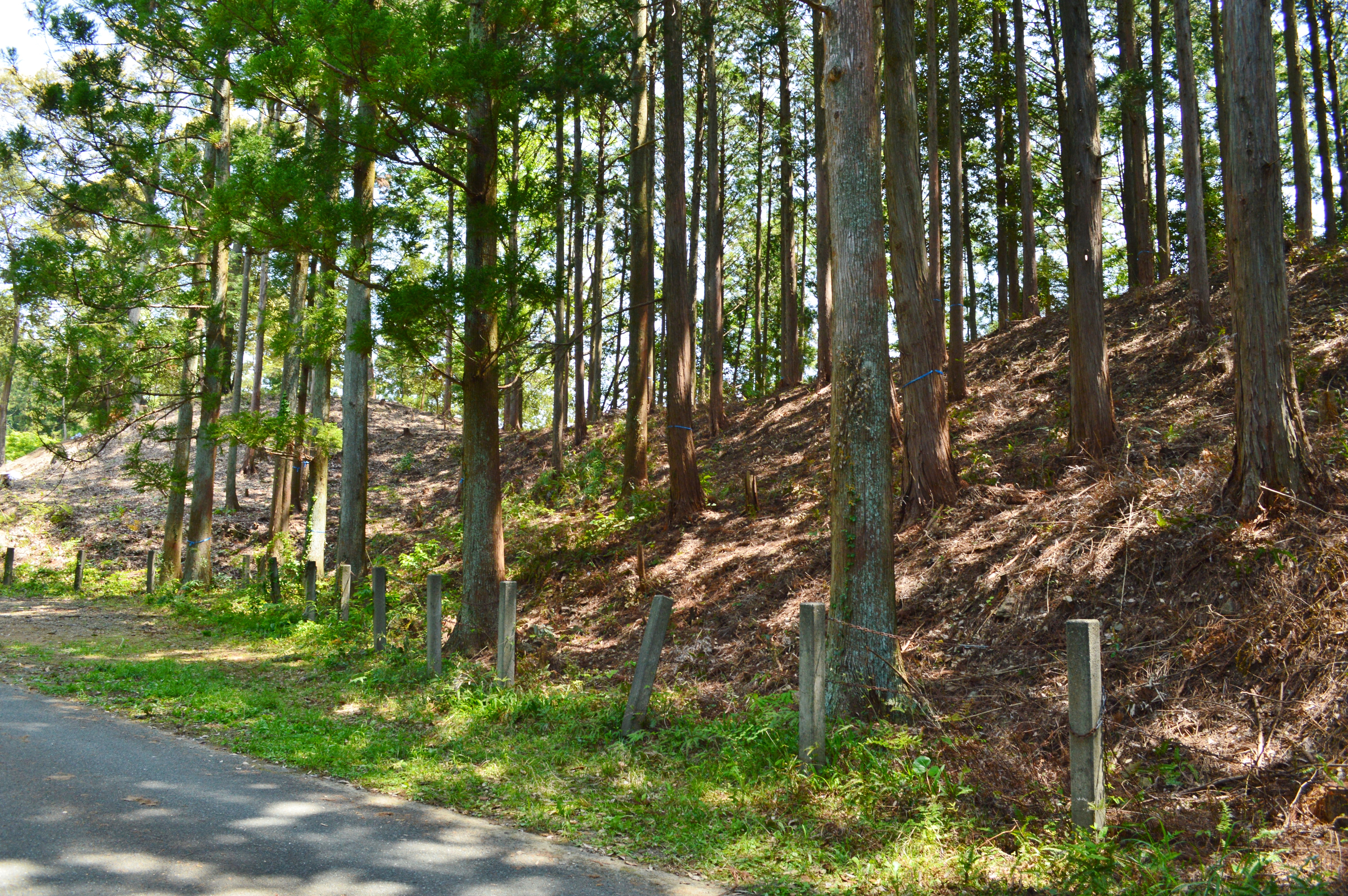
墳丘 右面為前方部分，左邊盡頭為後圓部分
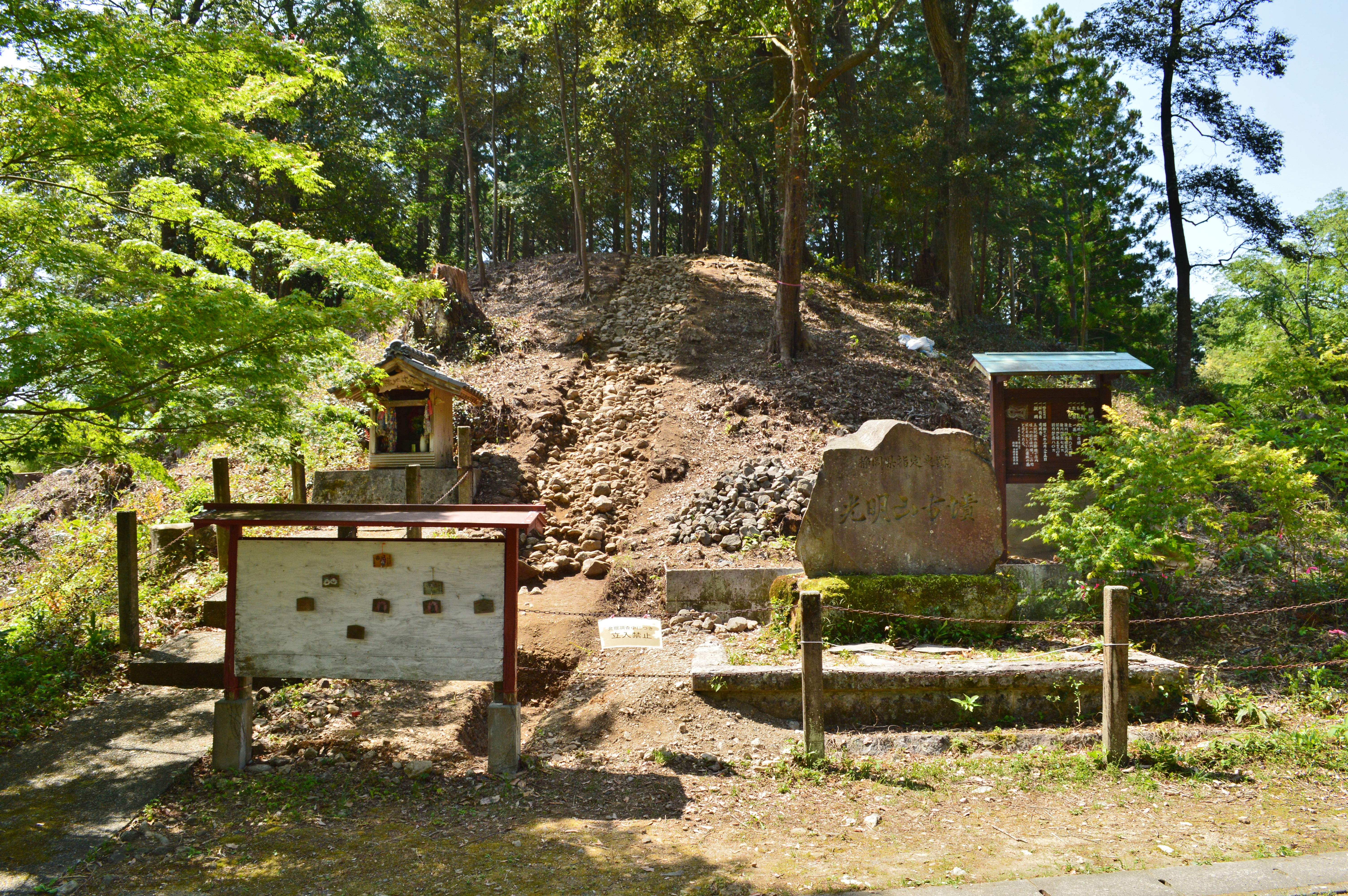
後圓部分墳丘
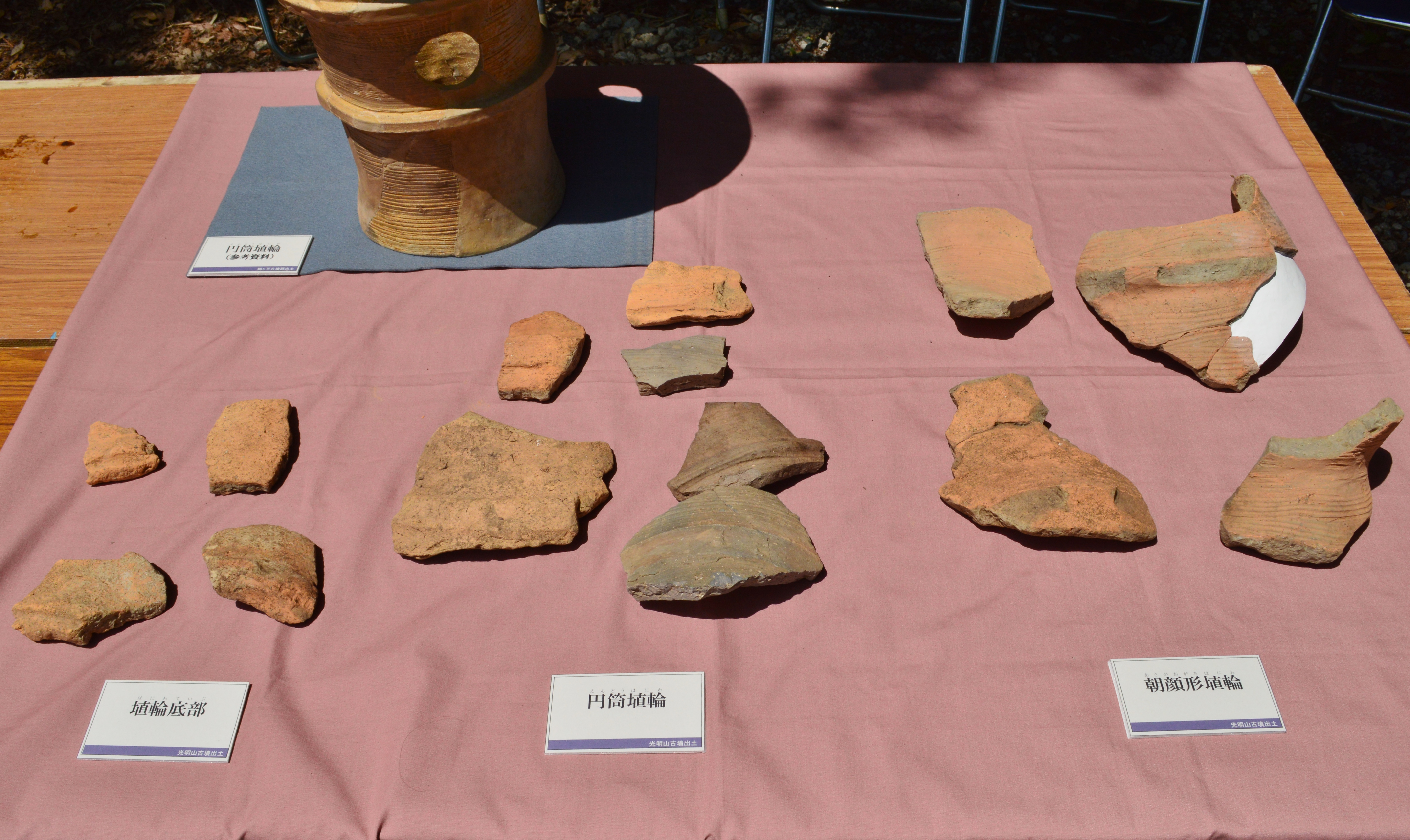
埴輪碎片

## 文化財

### 日本國史跡
- 史跡
  - 光明山古墳，所有者為光明寺。1955年2月25日指定[4]。

## 外部連結
- 光明山古墳